# Ruppoldsried
Ruppoldsried is een plaats en voormalige gemeente in het Zwitserse kanton Bern, en maakt deel uit van het district Seeland en sinds 1 januari 2013 van de gemeente Rapperswil.
- Gemeinsame Normdatei: 4636842-5
- Historisch woordenboek van Zwitserland: 000309
- Virtual International Authority File: 247391562